# Túmulo de Gigantes
Túmulo de Gigantes, ou O Tumulus, ou Túmulo do Guerreiro (Kjæmpehøjen) foi a segunda peça teatral escrita pelo dramaturgo norueguês Henrik Ibsen, e a primeira a ser produzida. É um drama escrito em 1850, quando Ibsen tinha 22 anos de idade. A produção foi ao palco no Christiania Theater em 26 de setembro de 1850, sob o pseudônimo de Ibsen na época, Brynjolf Bjarme.

## Características
A peça é uma alusão ao destino trágico dos viquingues nas suas lutas pelo Mediterrâneo. Trata-se de uma peça romântica, em um único ato, com heróis nórdicos idealizados, sob influência da mitologia nórdica que, na época, renascia através do nacionalismo, e teve um êxito questionável. Para Jane Pessoa da Silva, “Túmulo do Guerreiro”, atualmente, ao lado das primeiras peças de Ibsen, é uma peça “totalmente ignorada”.
Otto Maria Carpeaux, em seu “Estudo Crítico” sobre Ibsen, observa que, em uma Noruega que perdera sua independência política em 1378, a lembrança da Idade Média e dos tempos heroicos dos viquingues e da mitologia germânica significou uma verdadeira renascença nacional na época de Ibsen, influenciando a literatura norueguesa. Carpeaux ressalta, porém, que o próprio nacionalismo norueguês era algo importado da Dinamarca, e a influência do poeta e dramaturgo romântico dinamarquês Adam Gottlob Oehlenschläger, que introduzira a mitologia nórdica em sua baladas e peças dramáticas, servia de modelo para os noruegueses. Em “Túmulo de Gigantes”, há tal influência romãntica, e Carpeaux considera a peça uma “imitação (…) dos Vaeringerne i Miklagaard, de Oehlenschläger”.

## Personagens
- Roderik
- Blanka
- Gandalf
- Asgaut
- Hrolloug
- Jostejn
- Viquingues
- Hemming

Fonte:

## Histórico
A ideia da peça e a sua primeira versão surgiu em Grimstad, durante o inverno de 1849-1850, e o título era então "Normannerne" ("Os Normandos"). Em uma carta de 05 de janeiro de 1850 a seu amigo Ole C. Schulerud, Ibsen menciona que reescreveu a pequena peça “Normannerne”, para torna-la melhor, em uma ideia mais ampla do que aquela para a qual foi originalmente destinada.

## Estreia

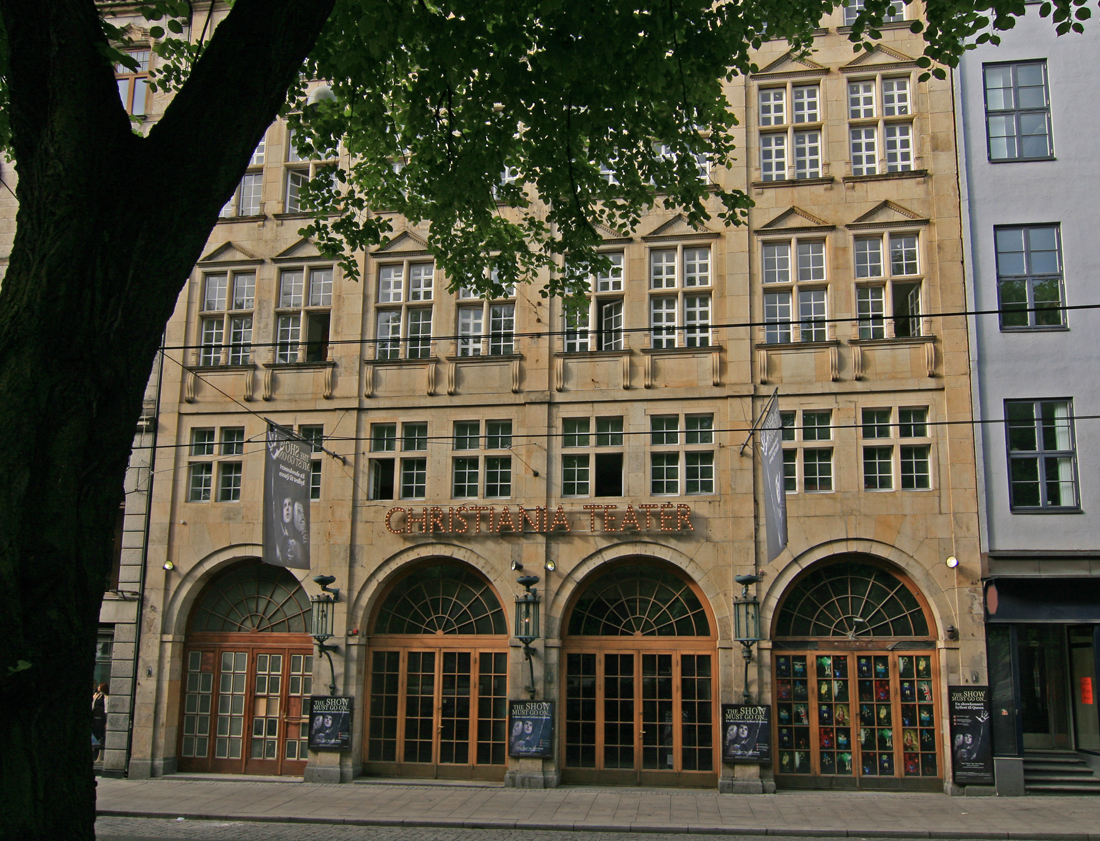
Christiania Theater, onde estreou a peça “Túmulo de Gigantes”, de Henrik Ibsen, em 1850

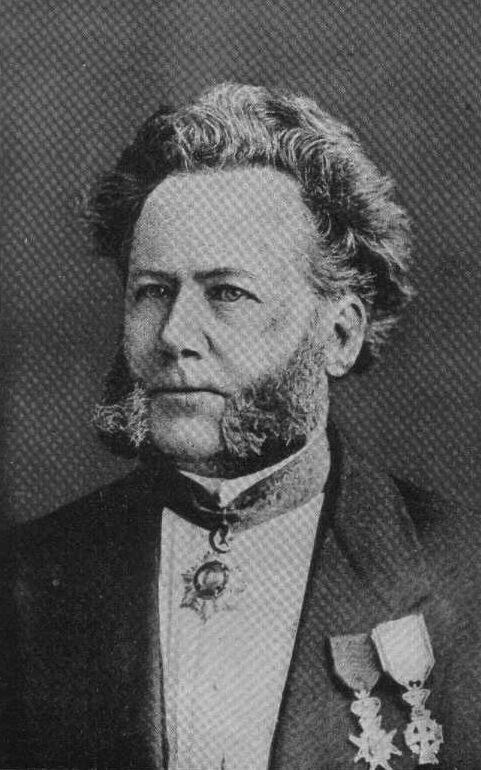
Henrik Ibsen, autor de “Túmulo de Gigantes”.

Na estreia da produção no Christiania Theater, em 26 de setembro de 1850 – sob o pseudônimo Brynjolf Bjarme - Ibsen estava presente, nervoso e afirmou ter se escondido no canto mais escuro do teatro. O interesse em torno deste performance foi grande. O número de bilhetes vendidos para a estreia foi 557.
O espetáculo foi repetido em 29 de setembro e 24 de outubro do mesmo ano, o que era muito para a época. No total, para as três performances, 1171 ingressos foram vendidos. O elenco era composto por atores dinamarqueses, com uma exceção: Laura Svendsen (mais tarde conhecida como Laura Gundersen) fez o papel de Blanka. O diretor, que também foi escalado para o papel de Bernhard, foi Christian Jørgensen".

## Publicação
“Túmulo de Gigantes” na versão original nunca foi publicada no tempo de vida de Ibsen. Apesar de Ole Schulerud ter assinado um contrato com o livreiro P.A. Steensballe em Christiania, sobre a compra e impressão do manuscrito, a publicação nunca saiu.
A primeira vez que foi publicada a versão original foi em Scandinavian Studies and Notes, vol. 4, 1917, mas não foi baseada no manuscrito do próprio Ibsen - que não foi preservado - mas em um script do Christiania Theater.
Em 1853, Ibsen revisou “Túmulo de Gigantes”. Ele mudou-se para Bergen em 1851 e foi nomeado para o Det Norske Theater como autor e diretor. Esta nova versão, revisada, difere radicalmente da antiga. O cenário da ação foi mudado da "Costa da Normandia" para "uma pequena ilha ao largo da Sicília", e Bernhard, pai adotivo de Blanka, foi renomeado Roderik.
Foi essa versão revisada que Ibsen produziu no Det Norske Theater, em Bergen, em 02 de janeiro de 1854. A versão foi publicada, então, em quatro partes no jornal de Bergen, Bergenske Blade, entre 29 de janeiro e 08 de fevereiro de 1854.